# Cyperaceae et Gramineae Siculae
Cyperaceae et Gramineae Siculae, (abreviado Cyper. Gram. Sicul.), é um livro com ilustrações e descrições botânicas que foi escrito pelo botânico, professor da Boémia; Karl Borzowoj Presl e publicado em Praga no ano de 1820.